# Morgan County (Tennessee)
Morgan County je okres amerického státu Tennessee založený v roce 1817. Správním střediskem je město Wartburg.
Pojmenovaný je podle Daniela Morgana, účastníka americké války za nezávislost a politika.

## Sousední okresy
| Růžice kompasu | Fentress County           |              | Scott County    | Růžice kompasu |
| Růžice kompasu |                           | Sever        | Anderson County | Růžice kompasu |
| Růžice kompasu | Morgan County (Tennessee) |              | Anderson County | Růžice kompasu |
| Růžice kompasu | Jih                       |              | Anderson County | Růžice kompasu |
| Růžice kompasu | Cumberland County         | Roane County |                 | Růžice kompasu |